# Michel le Tellier
Michel Le Tellier, markiz de Barbezieux, senior Chaville i Viroflay (ur. 19 kwietnia 1603 w Paryżu, zm. 30 października 1685 tamże) – francuski mąż stanu.
Sprawował kolejno urzędy: radcy stanu w Wielkiej Radzie w 1624, prokuratora królewskiego w Châtelet paryskim w 1631, maître des requêtes („mistrza petycji”) w 1639, następnie intendenta w armii piemonckiej w 1640. Za radą Mazariniego został mianowany sekretarzem wojny przez Ludwika XIV w 1643.
Podczas Frondy odpowiadał za negocjacje z książętami i uczestniczył w podpisaniu traktatu z Rueil w 1649. Zostawił po sobie ogromne bogactwa i dwóch synów:
- Franciszka Michała le Tellier, markiza de Louvois, słynnego polityka,
- Karola Maurycego le Tellier, arcybiskupa Reims.